# TUI (Touristikunternehmen)
Die TUI AG (ursprünglich für Touristik Union International, ehemals Preussag AG) ist ein Touristikkonzern mit rechtlichem Doppelsitz in Berlin und Hannover, die Konzernverwaltung sitzt in Hannover. TUI ist das größte Touristikunternehmen der Welt mit Reisebüros, Incoming-Agenturen, Hotels, Fluggesellschaften, Kreuzfahrtschiffen und Reiseveranstaltern. Die TUI AG ging 1997 aus dem 1923 gegründeten Mischkonzern Preussag AG hervor und vollzog eine Neuausrichtung zum heutigen weltweit aktiven Touristikkonzern.

## Zahlen
Aus dem Geschäftsbericht 2024 der TUI Group gehen folgende Eckdaten hervor:
- 20 Millionen Gäste[3]
- 66.800 Mitarbeiter (Stand: 30. September 2024)
- 125 Flugzeuge
- 365 Hotels
- 17 Kreuzfahrtschiffe mit TUI Cruises, Hapag-Lloyd Cruises und Marella Cruises

## Geschichte

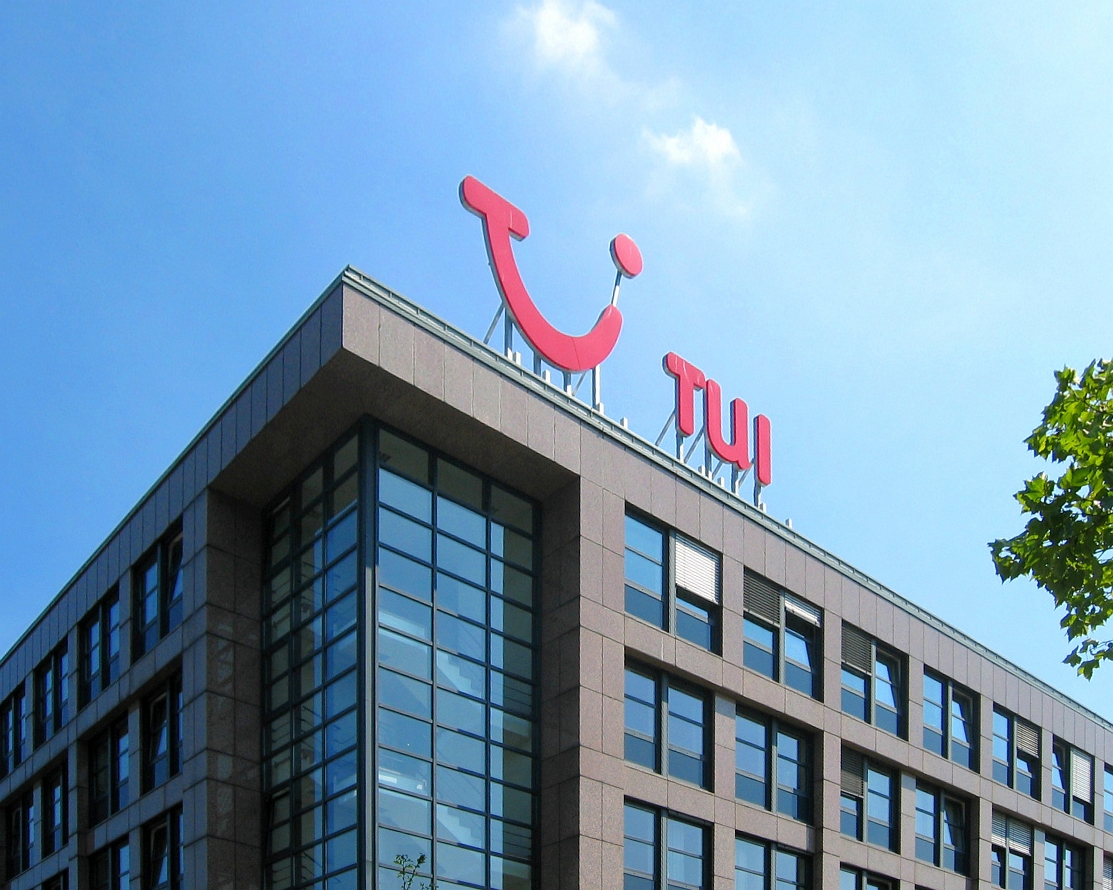
Konzernzentrale der TUI AG in Hannover

TUI-Logo (1970er/80er Jahre)

TUI-Logo (1980er/90er Jahre)

Am 1. Dezember 1968 wurde das Unternehmen Touristik Union International GmbH & Co. KG durch TOUROPA, Scharnow-Reisen, Hummel-Reise und Dr.-Tigges-Fahrten gegründet. 1970 wurden Airtours und TransEuropa Teil der TUI und der vorher bei der Hapag Lloyd GmbH tätig gewesene Volkswirt Paul Lepach (* 1925 in Breslau) wurde Vorstandssprecher. Daraufhin erfolgte die Gründung von Robinson Club (zusammen mit Steigenberger). Ab 1972 beteiligte sich TUI an diversen Hotelketten (unter anderem 1972 an Iberotel, ab 1977 an RIU, 1981 an Grecotels). Ab 1978 wurde der Sonderzug TUI-FerienExpress eingesetzt.
1990 wurden die Veranstalternamen zu TUI Schöne Ferien vereinheitlicht. 1995 wurden TUI Nederland und TUI Austria gegründet, 1996 die schweizerische Imholz-Reisen übernommen und 2006 in TUI Suisse umbenannt. 1997 gehörten 45 % der TUI-Anteile der Hapag-Lloyd AG, 30 % der WestLB und 25 % über die Deutsche Reisebüro GmbH (unter anderem mit DER Tour) der Deutschen Bahn AG. 1998 stockte die Hapag-Lloyd, die seit 1997 zu 99,2 % der Preussag gehörte, ihren Anteil an der TUI auf 50,1 % auf. Nach dieser faktischen Übernahme durch die Preussag AG wurden die Touristik-Sparten der Konzerne zusammengeführt und in die Hapag Touristik Union (HTU) eingegliedert. Zu den weiteren Touristik-Beteiligungen von TUI gehörten 1998: 1-2-Fly, Air Conti Flugreisen, Airtours und die Gebeco mit 51,1 %.
2000 wurde die HTU in TUI Group umbenannt. Im Jahr 2001 ging die TUI Group in die Preussag über und wurde 100-prozentige Tochter derselben. 2002 beschloss die Hauptversammlung eine Umbenennung der Preussag AG in TUI AG. Damit begann die groß angelegte Umstrukturierung, die das Unternehmen weg von einem Mischkonzern und hin zu einem reinen Touristik- und Logistikkonzern führte. Die WestLB verkaufte 2004 ihren 31,4-prozentigen Anteil an der TUI AG. Zunächst veräußerte die Westdeutsche Landesbank ihre Beteiligung an die Deutsche Bank, die einen Teil ihrer Beteiligung unmittelbar an mehrere spanische Investoren weiterreichte (Familie Riu, Unternehmensgruppe Matutes, Sparkasse Caja de Ahorros del Mediterraneo).

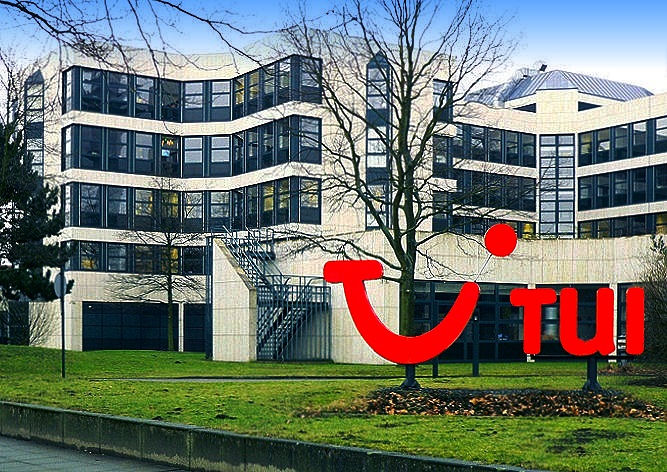
Zentrale der TUI Deutschland GmbH in Hannover

TUI veräußerte 2005 ihr unter der 100-prozentigen Beteiligungsgesellschaft VTG AG zusammengefasstes Schienenlogistikgeschäft an die Compagnie Européenne de Wagons. Die Logistikaktivitäten, die unter dem Dach der Hapag-Lloyd AG gebündelt sind, wurden 2005 auf das ertragsstarke Wachstumsfeld Schifffahrt konzentriert. Mit der Übernahme der kanadischen Containerschifffahrts-Gesellschaft CP Ships gehört die Unternehmensgruppe somit zu den fünf größten Containerschifffahrtsunternehmen der Welt. Die TUI AG verkaufte 2006 ihre Geschäftsreisesparte TQ3 Travel Solutions an die niederländische BCD Holdings N.V. und veräußerte ihre indirekte 100-prozentige Beteiligung am US-Stahlhandelsgeschäft der PNA Group Inc. an den Finanzinvestor Platinum Equity.
Im März 2007 kündigte die Konzernleitung an, einen Teil des Tourismusgeschäftes mit dem britischen Unternehmen First Choice Holidays zu fusionieren, indem es in die gemeinsam neu zu gründende TUI Travel eingebracht wird. Auf diese Weise entstand, bei einem Umsatz von rund 18 Milliarden Euro pro Jahr, die größte Touristikgruppe der Welt. Die TUI AG hält an diesem Unternehmen rund 54 %. Sitz der neuen TUI Travel ist Großbritannien. Die Hotels, Kreuzfahrtschiffe und die Beteiligung an Hapag-Lloyd verbleiben bei der TUI in Hannover.
Die TUI war von 1990 bis 2008 im DAX und anschließend bis Ende März 2015 im MDAX an der Frankfurter Wertpapierbörse sowie im niedersächsischen Aktienindex Nisax20 notiert. Seit 2014 war sie im FTSE 100 notiert, wo sie 2020 hinausflog. Seither notiert sie im FTSE 250.
Entsprechend einer im September 2009 getroffenen Vereinbarung hat die TUI Travel 8.437.393 neu auszugebende Aktien an der Air Berlin zu einem Preis von Euro 3,97 pro Aktie erworben. Dies entsprach einer Beteiligung an Air Berlin von 9,9 %.
Im Juni 2014 gab die TUI bekannt, mit dem britischen, an der Londoner Börse notierten Touristikunternehmen TUI Travel in Form eines Aktientausches zu fusionieren. Dabei erhielten die Aktionäre der TUI Travel je gehaltene Aktie 0,399 Aktien der TUI. TUI Travel entstand 2007 durch die Zusammenlegung der TUI-Touristiksparte mit der First Choice Holidays.
Das durch die Fusion ab 2014 neu entstandene Unternehmen behielt plangemäß seinen Sitz in Hannover und wird ausschließlich an der Londoner Börse notiert. Die deutsche Rechtsform behielt das Unternehmen bei. Da das Unternehmen nicht mehr an der Frankfurter Wertpapierbörse gelistet wurde, wurde die Aktie des Unternehmens aus dem MDAX genommen. Der CEO der TUI Travel, Peter Long, soll bis 2016[veraltet] zusammen mit Friedrich Joussen die TUI als Vorstandsvorsitzender leiten. Daimler-Chef Dieter Zetsche wiederum wurde im Februar 2018 in den Aufsichtsrat gewählt und übernahm im Mai 2019 die Position von Klaus Mangold als Aufsichtsratsvorsitzender. Die Fusion wurde 2015 abgeschlossen. Am 17. Dezember 2014 startete die Aktie der TUI an der Londoner Börse und wurde gleichzeitig in den FTSE 100 Index aufgenommen; die Notierung im regulierten Markt der Frankfurter Börse wurde zum 31. März 2015 aufgegeben.
Im Juni 2015 verkaufte TUI ihren Anteil von 50 % an der griechischen Hotelkette Grecotel an die Miteigentümerfamilie mit der N. Daskalantonakis Group. TUI soll durch den Deal 40 bis 50 Millionen eingenommen haben. TUI beteiligte sich seit 1981 an der Hotelkette, die über 23 Hotelanlagen verfügt. Aktuell plant TUI 120 Concept Stores in ganz Europa, welche die klassischen Reisebüros ersetzen sollen.
Während der Wirtschaftskrise 2020 infolge der COVID-19-Pandemie erhielt das Unternehmen Anfang April 2020 auf Antrag einen KfW-Hilfskredit in Höhe von 1,8 Mrd. Euro. Der Tourismusbetrieb des Unternehmens, wie etwa Pauschalreisen, Kreuzfahrten und Hotelbetrieb, musste aufgrund weltweiter Reisebeschränkungen und Reisewarnungen nahezu komplett heruntergefahren werden. Der Bund stieg über eine Stille Einlage und Optionsanleihen bei TUI ein. Am 13. Mai 2020 wurde bekannt, dass das Unternehmen aufgrund seiner Umsatzeinbußen in Folge der Lockdownpolitik weltweit etwa 8000 Stellen abbauen müsse. Mitte August 2020 einigte man sich mit der Bundesregierung auf ein Stabilisierungspaket, welches eine (weitere) KfW-Kreditlinie in Höhe von 1,05 Mrd. Euro und die Ausgabe einer Wandelanleihe an den Wirtschaftsstabilisierungsfonds (WSF) im Volumen von 150 Mio. Euro beinhaltete. Im Mai 2021 wurde bekanntgegeben, dass TUI ihre Beteiligung an der Riu-Hotels an die Familie Riu verkauft.
Im Dezember 2022 verkündete das Unternehmen alle verbliebenen Unterstützungen bis zum Ende des Jahres 2023 zurückzahlen zu wollen und dazu auch eine Kapitalerhöhung durchführen zu wollen. Diese wurden auch durchgeführt. TUI hat alle Staatshilfen aus der Corona-Krise zurückgezahlt.
| Zeitraum  | Vorstandsvorsitz (CEO) | Zeitraum  | Aufsichtsratsvorsitz (Chair) |
| --------- | ---------------------- | --------- | ---------------------------- |
| 2022-     | Sebastian Ebel         | 2019–     | Dieter Zetsche               |
| 2013–2022 | Friedrich Joussen      | 2011–2019 | Klaus Mangold                |
| 2014–2016 | Peter Long (Co-CEO)    | 2009–2011 | Dietmar Kuhnt                |
|           |                        | 2004–2009 | Jürgen Krumnow               |

## Umstrukturierungen

### Von der Preussag zur TUI
An dem Konzernumbau der ehemaligen Preussag zur TUI schieden sich schon vor der Fusionsankündigung die Geister. Die Schutzgemeinschaft der Kapitalanleger bezeichnete in ihrem Schwarzbuch Börse 2006 den Umbau als „eine der größten Wertvernichtungsaktionen der deutschen Unternehmensgeschichte“. Die Übernahme von CP Ships sei „völlig überteuert“ gewesen und die Profitabilität des Gesamtkonzerns immer schlechter geworden. Die Schulden seien „ins Unermessliche“ gestiegen. Eine Studie von Ökonomen der Universitäten Mannheim und Rotterdam errechnete einen Verlust für die Anleger durch den Konzernumbau von bis zu acht Milliarden Euro, da „man in eine Branche investiert hat, die man nicht verstand“ und „zu viel für Unternehmen gezahlt [hat], deren Wert man nicht steigern konnte“.

### Ausstieg bei der Hapag-Lloyd AG
Die TUI gab im März 2008 bekannt, dass sie sich von der Reederei Hapag-Lloyd trennen wolle, um sich zukünftig ganz auf das Reisegeschäft zu konzentrieren. Nicht veräußert werden sollte dagegen das Unternehmen Hapag-Lloyd Cruises. Zum 1. Januar 2009 gingen dann 61,6 Prozent von Hapag-Lloyd für rund 4,4 Milliarden Euro an das Konsortium Albert Ballin. Dabei handelte es sich um einen 2008 gegründeten Zusammenschluss von insgesamt sechs Hamburger Investoren (darunter die Stadt Hamburg selbst als größter Anteilseigner sowie Klaus-Michael Kühne). 2012 kaufte das Konsortium weitere 16,4 Prozent und zahlte der TUI dafür rund 600 Millionen Euro. Die Beteiligung von der TUI an Hapag-Lloyd reduzierte sich damit auf 22 Prozent. Bis Mitte 2017 veräußerte die TUI schließlich die verbliebenen Anteile für etwa 400 Millionen Euro und stieg damit komplett bei Hapag-Lloyd aus.

## Börse und Aktionäre
Die Aktien des Unternehmens notieren an der Börse Frankfurt, der Londoner Börse, sowie der Börse Hannover.
Im Frühjahr 2007 ist der norwegische Großreeder und Finanzinvestor John Fredriksen mit 15,01 % bei TUI eingestiegen. Auf der TUI Hauptversammlung im Mai 2008 forderte Fredriksen eine Aufsplittung des Konzerns und eine Entlassung des TUI Chefs Michael Frenzel. Fredriksen forderte zur Hauptversammlung am 13. Mai 2009 eine Abwahl des Aufsichtsratsvorsitzenden Jürgen Krumnow, um dann selbst in den Aufsichtsrat einzuziehen. Diese Versuche blieben jedoch erfolglos. Am 28. Februar 2014 hat die Monteray Enterprises Ltd. (John Fredriksen) mitgeteilt, dass ihr Stimmrechtsanteil an der TUI am 24. Februar 2014 die Schwellen von 3 % unterschritten hat.
Anfang 2008 ist der russische Oligarch Alexei Mordaschow bei TUI eingestiegen. Bis Juli 2008 hatte er seinen Anteil auf 15,03 % und im März 2012 auf 25,29 % erhöht, später auf 34 %. Er war damit der größte Einzelaktionär. Alexei Mordashov steht seit dem 28. Februar 2022 auf der EU-Sanktionsliste und übertrug laut einer entsprechenden Stimmrechtsmitteilung an diesem Tag die Kontrolle über den größten Teil seiner indirekt gehaltenen Anteile an die von Marina Mordashowa kontrollierte Firma Ondero Limited mit Sitz auf den Virgin Islands. Aufgrund eines Prüfverfahrens des Bundesministeriums für Wirtschaft und Klimaschutz hinsichtlich der Übertragung der Anteile auf die Ondero Limited ist die Übertragung schwebend unwirksam. Die Beteiligung an der TUI AG wird deshalb weiterhin (indirekt) von Alexei Mordashow gehalten. Durch die Kapitalerhöhung im Frühjahr 2023, an der Alexei Mordashow aufgrund seiner Sanktionierung nicht teilnehmen durfte, hat sich seine Beteiligung mittlerweile erheblich verringert. Gemäß den Stimmrechtsmitteilungen der Bundesanstalt für Finanzdienstleistungsaufsicht vom 16. Mai 2023 sind Alexei Mordashow seit dem 19. April 2023 indirekt 10,87 % Anteile an der TUI AG zuzuordnen, während Marina Mordashowa 0 % an der TUI AG hält.
| Anteilseigner                | Anteil |
| ---------------------------- | ------ |
| Institutionelle Anleger      | 51,9 % |
| Alexei Mordaschow            | 10,9 % |
| Private Anleger              | 36,1 % |
| RIU S.A. (Familie Riu Güell) | 1,1 %  |

## Kennzahlen
Die Unternehmenskennzahlen haben sich wie folgt entwickelt:
| Jahr                                 | 2017   | 2018   | 2019   | 2020   | 2021   | 2022   | 2023   | 2024    |
| ------------------------------------ | ------ | ------ | ------ | ------ | ------ | ------ | ------ | ------- |
| Umsatz (in Mio. Euro)                | 18.535 | 19.523 | 18.928 | 07.944 | 04.732 | 16.555 | 20.666 | 23.167  |
| Ergebnis nach Steuern (in Mio. Euro) | 00730  | 00694  | 00394  | −3.010 | −2.229 | 0–247  | 00144  | 00489,7 |
| Dividende je Aktie (in Euro)         | 001,83 | 002,03 | 001,52 | 000,00 | 000,00 | 000,00 | 000,00 | 000,00  |
| Bilanzsumme (in Mio. Euro)           | 14.508 | 15.906 | 16.561 | 15.749 | 14.501 | 15.642 | 16.518 | 17.809  |
| Anzahl Mitarbeiter                   | 66.577 | 69.546 | 71.473 | 48.330 | 50.584 | 61.091 | 65.413 | 66.845  |

## Konzernstruktur

### Geschäftsfelder
| TUI Hotels & Resorts | Kreuzfahrten                                                      | TUI Airlines                                                                                               | Vertrieb & Marketing                                                 | TUI Destination Services                                                  |
| --- | ----------------------------------------------------------------- | --- | -------------------------------------------------------------------- | ------------------------------------------------------------------------- |
| Kernmarken: - TUI Blue - Robinson Club - TUI Magic Life - RIU - TUI Suneo Sowie weitere Hotelmarken und Joint Venture, wie Blue Diamond, Atlantica, Grupotel und mehr. | Reedereien: - TUI Cruises - Hapag-Lloyd Cruises - Marella Cruises | Fluggesellschaften: - TUIfly - TUI Airways - TUIfly Nordic - TUI Airlines Belgium - TUI Airlines Nederland | Reiseveranstalter, aufgeteilt in die Märkte: - Nord - Zentral - West | Incoming-Agenturen in den für die TUI AG touristisch bedeutenden Ländern. |

### TUI Hotels & Resorts
Im Geschäftsjahr 2022 umfasste das Segment Hotels & Resorts insgesamt 353 Hotels mit 275.144 Betten. Mit 322 Häusern gehört die Mehrzahl zu den Vier- oder Fünf-Sterne-Hotels. 53 % wurden im Rahmen von Managementverträgen betrieben, 38 % befanden sich im Eigentum der jeweiligen Hotelgesellschaft, 8 % waren gepachtet und 1 % der Anlagen wurde über Franchisevereinbarungen geführt. Darüber hinaus wurden per 30. September 2022 65 Hotels von Dritthoteliers im Rahmen der internationalen TUI Konzeptmarken betrieben, sodass sich die Gesamtzahl inklusive der Hotels von Drittanbietern auf 418 belief.

### Kreuzfahrten

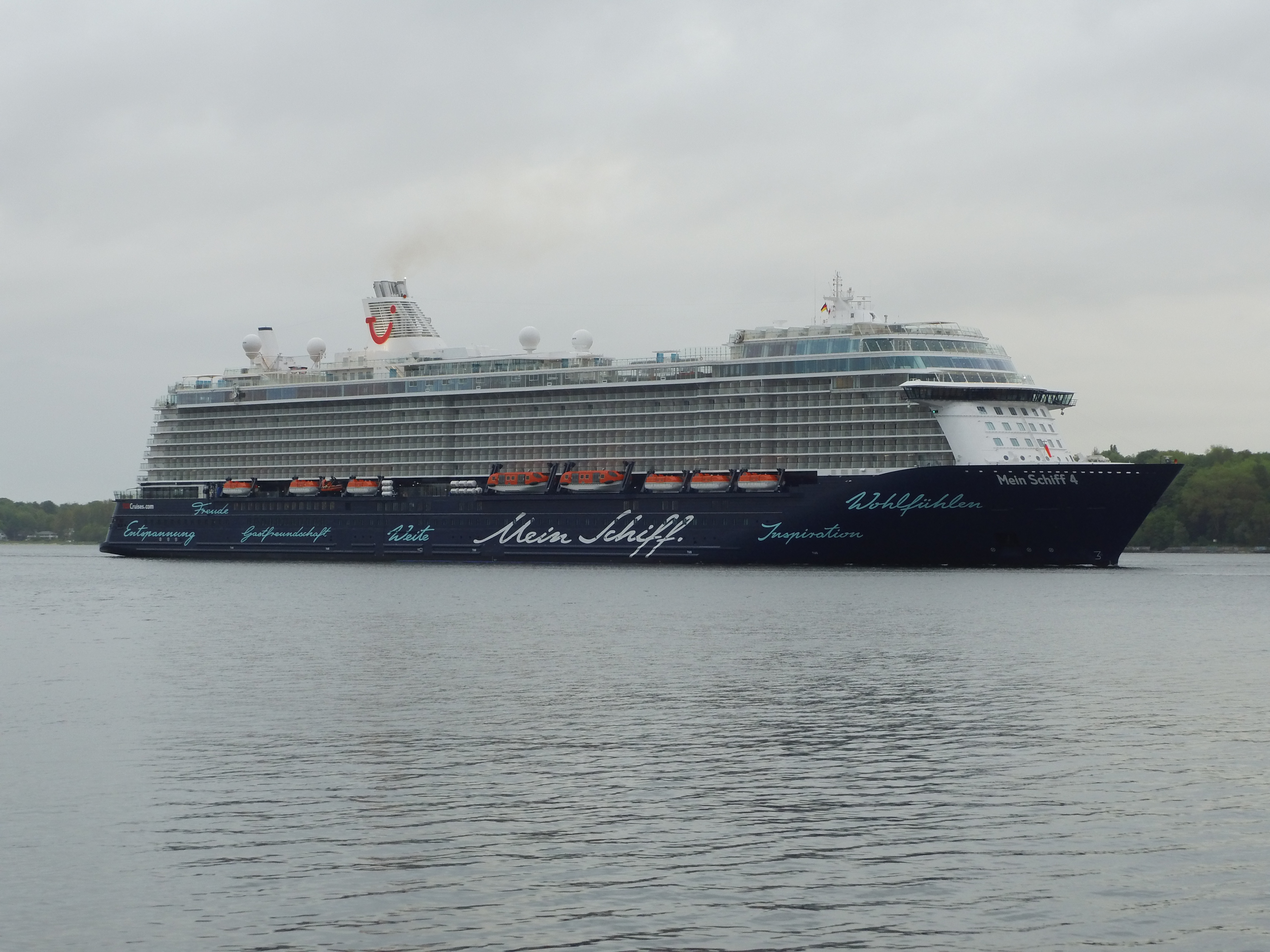
Mein Schiff 4 der TUI Cruises

Insgesamt gehören über TUI Cruises, Hapag-Lloyd Cruises und Marella Cruises 16 Kreuzfahrtschiffe zur TUI AG:
- TUI Cruises ist ein Joint Venture mit der Royal Caribbean Cruises. Die Flotte umfasst derzeit sieben Schiffe mit dem Namen Mein Schiff 1 bis 7.[42]
- Die Hapag-Lloyd Cruises ist im deutschsprachigen Raum für Luxus- und Expeditionskreuzfahrten zuständig. Die Marke wurde im Jahr 2020 an TUI Cruises übertragen.[43][44] Mit der MS Europa und der MS Europa 2 bietet der Konzern Luxuskreuzfahrten an, die beiden Schiffe wurden vom Berlitz Cruise Guide als einzige Kreuzfahrtschiffe weltweit mit der 5-Sterne-Plus Kategorie ausgezeichnet. Die Expeditionsklasse umfasst die Schiffe HANSEATIC nature, HANSEATIC inspiration und HANSEATIC spirit.[45]
- Auf dem UK-Markt bietet Marella Cruises mit vier Schiffen Kreuzfahrten an.[42]

### TUI Airlines

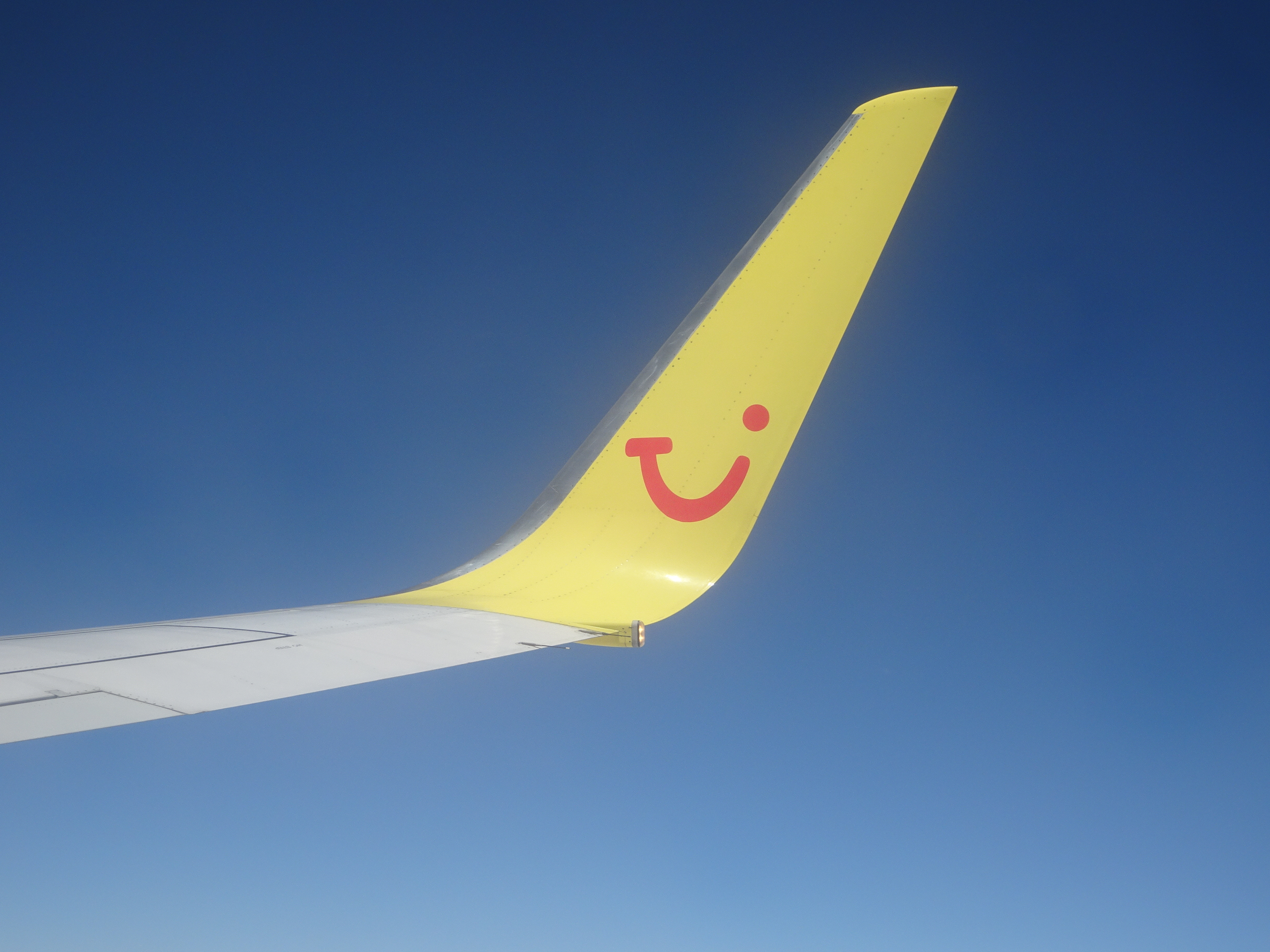
TUI-Logo auf einem Winglet

Die TUI ist Eigentümerin mehrerer Fluggesellschaften. Diese wurden früher unter der Dachmarke TUI fly zusammengefasst. Seit im Januar 2007 die beiden TUI-Tochtergesellschaften Hapag-Lloyd Flug (Hapagfly) und Hapag-Lloyd Express (HLX) in einer neuen Airline mit ebendiesem Markennamen TUI fly aufgegangen sind, fasst die TUI ihre Fluggesellschaften nun unter dem Begriff TUI Airlines zusammen. Sie werden vom TUI Airline Management verwaltet. Neben der deutschen Airline TUI fly betreibt die TUI in Belgien die TUI Airlines Belgium und in den Niederlanden die TUI Airlines Nederland, dazu kommen in Großbritannien TUI Airways und in Schweden TUI fly Nordic. Die Anteile in Frankreich an der Corsair wurden 2020 vollständig verkauft.

### Vertrieb und Marketing

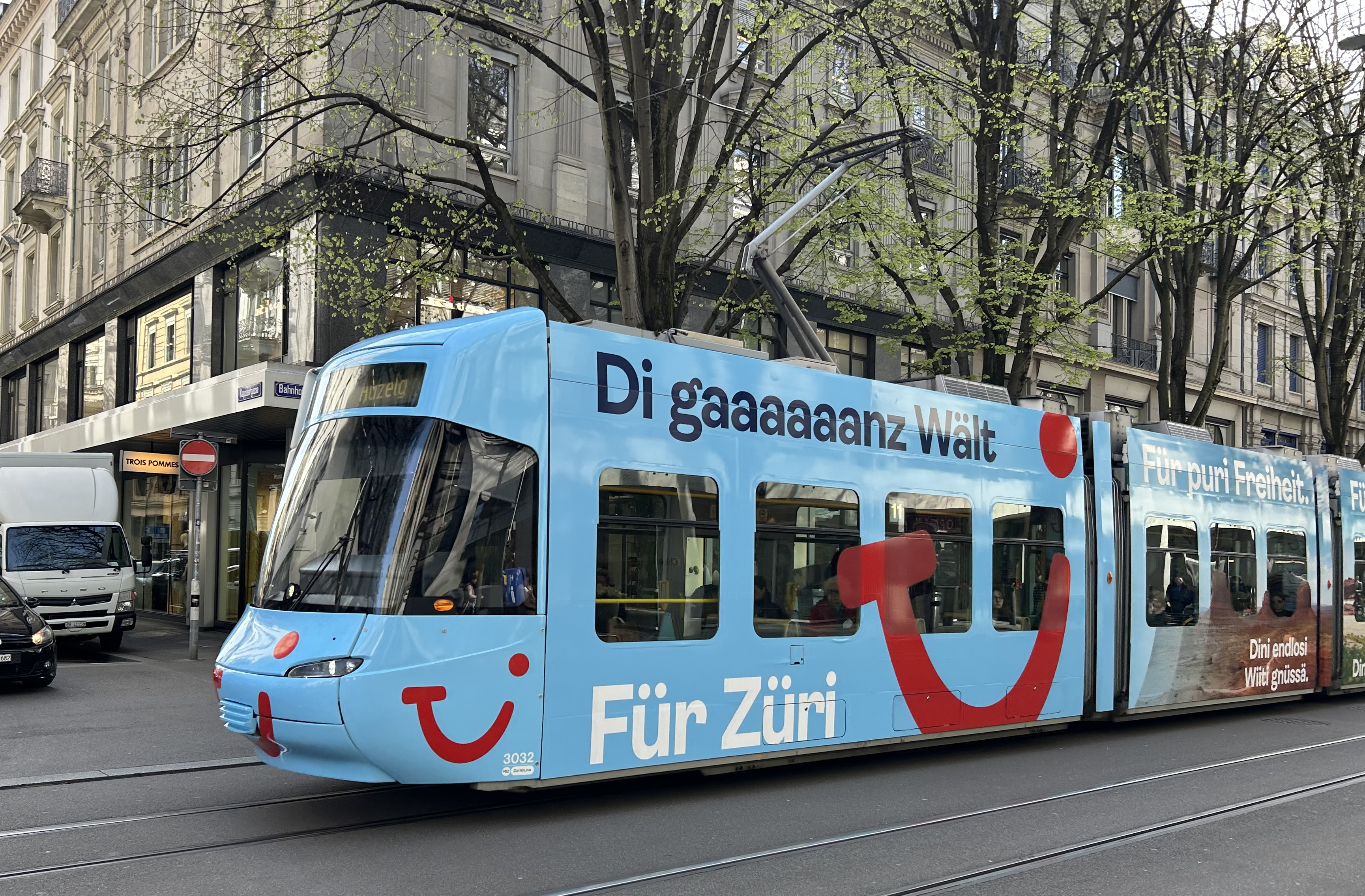
Tram mit TUI-Werbung in Zürich

#### Reiseveranstalter in der TUI
In Mitteleuropa hat die TUI mehrere Reisegesellschaften und Marken, in Deutschland die TUI Deutschland GmbH, Airtours, Gebeco, L’TUR, OFT-Reisen, Dr. Tigges über Gebeco, Touropa und andere. In Österreich sind dies Gulet Touristik und TUI Austria. Dazu kommen noch TUI Poland in Polen (mit den Marken TUI und Scan Holiday) und TUI Suisse in der Schweiz mit den Marken TUI und Airtours. Die hauptsächlich im Direktverkauf tätige Marke Vögele Reisen wurde rückwirkend per 1. Januar 2013 von TUI Suisse an Twerenbold Reisen verkauft, die Reisen bis Ende Oktober 2013 wurden jedoch noch von TUI Suisse durchgeführt.
Berge & Meer und Boomerang Reisen sowie Atraveo wurden 2019 an die Beteiligungsgesellschaft GENUI verkauft.
Ende 2019 wurden der Ferienhausanbieter Wolters Reisen GmbH sowie der Rundreisenspezialist Wolters Rundreisen GmbH, wovon die TUI Group über eine Beteiligungsgesellschaft 100 % der Anteile besaß, an das Frankfurter Unternehmen e-domizil verkauft.
In Nordeuropa ist die TUI in Dänemark mit Sportsrejser, StarTour und TEMA vertreten, in Finnland mit Finnmatkat und TEMA sowie in Großbritannien mit Specialists Holidays Group, Thomson und TUI UK. In Norwegen betreibt sie Sportreiser, StarTour und TEMA, und in Schweden Fritidsresor, Sportresor, TEMA und TUI Nordic.
In Westeuropa betreibt die TUI in Frankreich: Nouvelles Frontières, TUI France, JV und Touraventure, in Belgien Jetair und TUI Belgium, und in den Niederlanden Arke, De Boer & Wendel, Discovery, Group & Incentive Travel, Holland International, Isropa Reizen, KRAS Reizen, Panta Reizen, TUI Nederland und Zeetours Cruises.
Außerdem gibt es noch TUI China.

#### Aktivitäten in Russland und Ukraine
Die TUI Travel und die S-Group Travel Holding des russischen Aktionärs Mordaschow erklärten am 16. April 2009 die Gründung eines Joint Ventures in Russland mit Investitionen von 30 Mio. Euro zum Aufbau von Tourismusaktivitäten in Russland und der Ukraine. Es sollen die Reiseveranstalter VKO Group und Mostravel in Russland und Voyage Kiev in der Ukraine übernommen werden, die über 160 Reisebüros und über eine halbe Million Kunden haben. Im März 2010 wurde folglich die Dachmarke in Russland und der Ukraine eingeführt.
Im März 2022 hat die TUI AG die Markennutzungsvereinbarung mit TUI Russia gekündigt; TUI Russia ist keine Gesellschaft der TUI Group mehr. Die letzten Anteile am Unternehmen TUI Russia wurden 2021 verkauft.
Überblick über die Konzernstruktur
| Urlaubserlebnisse | Märkte & Airlines | Alle übrigen Segmente |
| ----------------- | ----------------- | --------------------- |
| Hotels & Resorts  | Region Nord       | Alle übrigen Segmente |
| Kreuzfahrten      | Region Zentral    | Alle übrigen Segmente |
| TUI Musement      | Region West       | Alle übrigen Segmente |